# 18 км (зупинний пункт, Луганська дирекція Донецької залізниці)
18 кілометр — залізничний пасажирський зупинний пункт Луганської дирекції Донецької залізниці.
Розташований на західній околиці смт Фащівка, Перевальський район, Луганської області на лінії Дебальцеве — Красна Могила між станціями Чорнухине (10 км) та Фащівка (2 км).
Через військову агресію Росії на сході України транспортне сполучення припинене, водночас на середину листопада 2018 р. двічі на день курсує пара електропоїздів сполученням Дебальцеве — Фащівка, що підтверджує сайт Яндекс, які не стають по блочку.